# Campeonato Mundial de Luge de 1973
O Campeonato Mundial de Luge de 1973 foi a 14ª edição da competição e foi disputada entre os dias 17 e 18 de fevereiro em Oberhof, Alemanha Oriental.

## Medalhistas
| Evento                        | Ouro                                                 | Prata                                        | Bronze                                      |
| Individual masculino detalhes | DDR Hans Rinn                                        | DDR Wolfram Fiedler                          | DDR Harald Ehrig                            |
| Individual feminino detalhes  | DDR Margit Schumann                                  | DDR Ute Rührold                              | DDR Eva-Maria Wernicke                      |
| Duplas detalhes               | DDR Alemanha Oriental Horst Hörnlein Reinhard Bredow | DDR Alemanha Oriental Hans Rinn Norbert Hahn | ITA Itália Paul Hildgartner Walter Plaikner |

## Quadro de medalhas
| Ordem | País              |   |   |   |   |
| 1     | Alemanha Oriental | 3 | 3 | 2 | 5 |
| 2     | Itália            |   |   | 1 | 1 |